# نیلام ستی لاکسمی
نیلام ستی لاکسمی (انگلیسی: Neelam Setti Laxmi؛ زادهٔ ۵ مارس ۱۹۷۳) وزنه‌بردار زن اهل هند بود.